# 東北太平記
東北太平記（とうほくたいへいき）は、室町時代中期におきた下北半島の戦乱（蠣崎蔵人の乱）を記した軍記物語。江戸時代初期に成立した。『北部御陣日記』『田名部御陣日記』とも呼ばれる。

## 内容
「後南朝事件」とも呼ばれる。正平3年（1348年）、護良親王の王子八幡丸、長じて良尹（ながただ）王が、根城南部氏当主信政により「北部（きたべ）王家」として立てられた。その後、尹義（ただよし、良尹の子）→義祥（よしやす、懐良親王の遺児）→義邦→義純（よしずみ、義祥の子）と続いた。南北合一後も足利氏に下らず南朝恢復を志したが、5代目義純に至り上洛して将軍足利義量に謁し従五位上・民部大輔に任官した。その後、義純と3代義祥との対立、文安5年（1448年）の義純父子の遭難死などが発生し、蛎崎城主蛎崎蔵人信純が義祥を擁立してその養子となり、北部王家の実権を握る。そして康正2年（1456年）、信純は王家をかついで南朝再興を名目に兵をあげ決起しようとするが、信純が実は義純父子を殺害していたことが発覚し、根城南部氏（八戸氏）の南部政経が中央の許しを得て、蛎崎の地（現在の青森県むつ市川内町蛎崎）を攻めて、信純を滅ぼした、とされる。この一連の顛末が記載されている。
作者の福士長俊は、八戸氏（江戸時代初期に遠野に移され遠野南部家と呼ばれる）の旧家臣で、江戸時代初期には秋田で暮らしていた。残されていた陣中日記や捕らわれた蛎崎方軍奉行の陣中記述、それに下北の大平の旧家の古記録を基にして、現地踏査のうえ書き記したものであるとしている。日記には91枚の中世文書を使用して、事細かに事件の内容を伝えているが、その文書は1枚も現代に伝わっていない。下北の歴史を調べる上で、他の文献に登場しない事柄が多く記されており、史料性の検討が必要な文献である。
東北太平記の原本は、遠野南部家に秘蔵されてきたが、明治18年（1885年）に遠野の鍋倉神社の社殿奉建を記念して写本が作られたという。
遠野郷土研究会が1936年に刊行した『東北太平記』は、国立国会図書館に架蔵、公開されている。